# Iván Etevenaux
Iván Etevenaux (Córdoba, 20 ottobre 1989) è un calciatore argentino, centrocampista svincolato.

## Caratteristiche tecniche
È un esterno sinistro di centrocampo.